# Бородинов, Константин Петрович
Константин Петрович Бородинов (1 декабря 1923, Кинешма, Иваново-Вознесенская губерния — 3 ноября 1999) — старший пресвитер евангельских христиан-баптистов Западной Сибири (1966—1993).

## Биография
Родился в 1923 году в городе Кинешма Ивано-Вознесеновской губернии. Родители Николая были христианами, однако сын не разделял их религиозных убеждений.
В мае 1940 года семья переехала в Новосибирск, так как узнала, что в этом городе беспрепятственно проводят богослужения.
С 1940 по 1965 год Бородинов работал на авиационном заводе имени Чкалова. Окончил библейские курсы. Обладая поэтической одарённостью, начал писать стихи на религиозную тему под псевдонимом Волжанин.
В 1965 году ему предложили стать старшим пресвитером. 27 февраля 1966 года во время торжественного богослужения в Новосибирской церкви служителями семи областей Западной Сибири было выражено общее согласие, затем прошла церемония рукоположения, после чего Бородинов стал старшим пресвитером Западной Сибири.
Будучи главой западно-сибирских церквей Бородинов добился прекращения выдачи властям списков верующих и тех, кто намеревался стать приверженцем церкви, а водное крещение, проходившее ранее в бассейне внутри молитвенного дома, стало проводиться на водоёмах.
Новосибирская церковь евангельских христиан-баптистов, несмотря на запрет закона о культах, устраивала молодёжные кружки изучения Библии, организовывала молодёжные региональные конференции, молодёжный хор постоянно участвовал в богослужении.
В 1993 году Константин Бородинов передал управление церквями Западной Сибири Э. А. Генриху.
Похоронен на Инском кладбище Новосибирска (квартал 28).